# Keck Obszervatórium

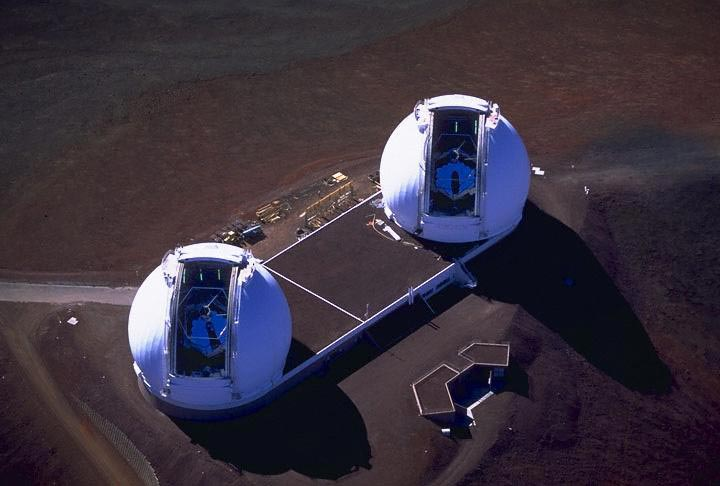
A Keck I- és a Keck II-távcső a levegőből. A nyitott kupolákon keresztül látható a két távcső hatszögletű elemekből álló főtükre

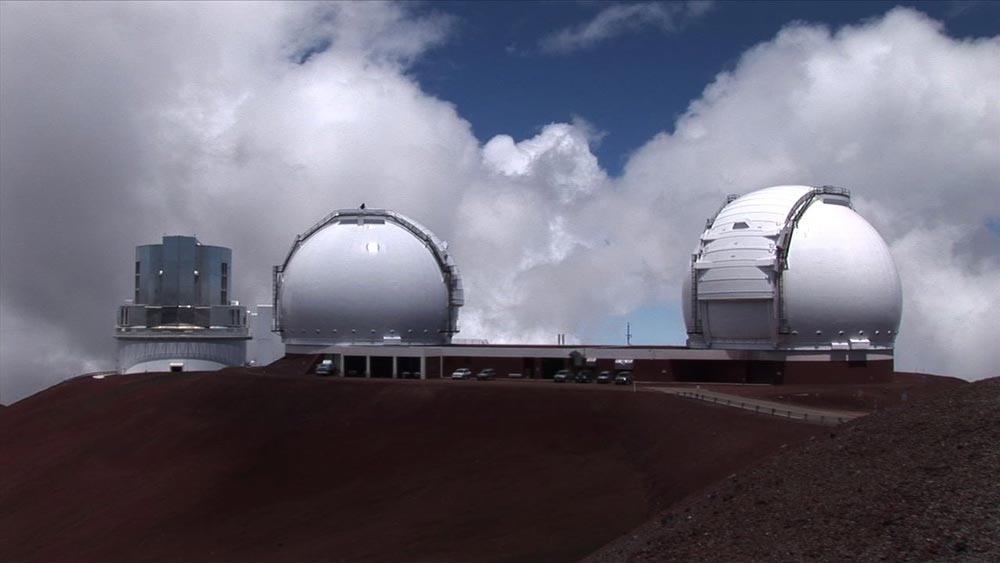
A két Keck-távcső a gömbölyű kupolával. Bal oldalon a japán Subaru távcső hengeres épülete

A W. M. Keck Obszervatórium csillagvizsgáló, ami a Amerikai Egyesült Államokban, Hawaii államban, Hawaii szigeten, a Mauna Kea vulkán tetején, 4194 méteres tengerszint feletti magasságon áll (magasabban annál a szintnél, ahol a felhők többsége halad).

## Neve
Nevét William Myron Keck amerikai üzletemberről kapta, aki a Superior Oil Company alapítója volt. A cég ma az ExxonMobil része. 1985-ben fia, Howard B. Keck amerikai üzletember vezette azt az alapítványt, ami 70 millió dollárral finanszírozta a Keck I-távcső építését.

## Fő műszerei

### Keck I
A Keck I-távcső 1993 óta működik, ez a jelenleg használatban levő harmadik legnagyobb tükrös távcső. A tükör effektív átmérője 10 méter, 36 darab hatszög alakú, speciális üvegből készült szegmensből áll, melyek mindegyike kb. 2 m átmérővel rendelkezik. A Keck I obszervatórium  volt a prototípusa a szegmentált tükrös teleszkópoknak. A távcső technikailag a többtükrös távcsövekhez hasonlítható, azzal a különbséggel, hogy a tükrök egymás mellett helyezkednek el. Egy összetett elektronikájú berendezés lézersugarak segítségével állandó ellenőrzés alatt tartja a tükröket, és biztosítja, hogy a rendszer olyan optikai tulajdonságokkal rendelkezzen, mintha egyetlen nagy tükörrel lenne felszerelve.

### Keck II
A Keck II-távcsövet 1996-ban telepítették a fent említett ikertestvére mellé.
Ha a két távcsővel egyszerre ugyanazt az objektumot figyelik meg, akkor jelentősen növelhető a felbontóképesség. A távcsövekkel az atmoszféra alsóbb rétegeiben már nem észlelhető infravörös- és mikrohullámok is megfigyelhetők.

## Külső hivatkozások
- A Keck Obszervatórium honlapja (angolul)
- A Hawaii Egyetem Csillagászati Intézete (angolul)
- Keck Observatory Archive (KOA) (angolul)
- Lawrence Berkeley Lab, Revolution in telescope design Archiválva 2017. december 22-i dátummal a Wayback Machine-ben
- Indigenous Controversy (angolul)
- Photos of Keck telescopes and other Mauna Kea observatories from "A Gentle Rain of Starlight: The Story of Astronomy on Mauna Kea" by Michael J. West.  ISBN 0-93154-899-3